# Lake Secession
Lake Secession és una concentració de població designada pel cens dels Estats Units a l'estat de Carolina del Sud. Segons el cens del 2000 tenia 928 habitants.

## Demografia
Segons el cens del 2000, Lake Secession tenia 928 habitants, 413 habitatges i 298 famílies. La densitat de població era de 63,5 habitants/km².
Dels 413 habitatges en un 20,6% hi vivien nens de menys de 18 anys, en un 61,5% hi vivien parelles casades, en un 6,1% dones solteres, i en un 27,8% no eren unitats familiars. En el 24% dels habitatges hi vivien persones soles el 6,3% de les quals corresponia a persones de 65 anys o més que vivien soles. El nombre mitjà de persones vivint en cada habitatge era de 2,25 i el nombre mitjà de persones que vivien en cada família era de 2,63.
Per edats la població es repartia de la següent manera: un 18,6% tenia menys de 18 anys, un 5,1% entre 18 i 24, un 23,5% entre 25 i 44, un 37,5% de 45 a 60 i un 15,3% 65 anys o més.
L'edat mediana era de 47 anys. Per cada 100 dones de 18 o més anys hi havia 107,4 homes.
Cap de les famílies estaven per davall del llindar de pobresa.

## Poblacions més properes
El següent diagrama mostra les poblacions més properes.